# Nebusch-Nunatak
Der Nebusch-Nunatak (bulgarisch нунатак Небуш nunatak Nebusch) ist ein in nordsüdlicher Ausrichtung 1,54 km langer und 1,1 km breiter sowie 900 m hoher und größtenteils unvereister Nunatak in den Elgar Uplands auf der Alexander-I.-Insel westlich der Antarktischen Halbinsel. Er ragt 1,8 km nördlich der Appalachia-Nunatakker, 18 km nordöstlich der Sutton Heights, 10,63 km südöstlich des Shaw-Nunataks und 5 km südsüdwestlich des Tegra-Nunataks auf. Das Nichols-Schneefeld liegt westlich und der Delius-Gletscher östlich von ihm.
Die bulgarischen Geologen Christo Pimperew und Borislaw Kamenow besuchten ihn am 30. Januar 1988 gemeinsam mit Philip Nell und Peter Marquis vom British Antarctic Survey. Britische Wissenschaftler hatten ihn bereits 1971 kartiert. Die bulgarische Kommission für Antarktische Geographische Namen benannte ihn 2017 nach dem Nebusch-Megalith im Südwesten Bulgariens.